# 立山東紀
立山 東紀（たてやま とき、1990年5月24日 - ）は、日本の俳優である。
舞台からナレーションをはじめとして、作品に出演。舞台の初出演作は『ジャンヌ・ダルク』（2010年）。

## 人物
1歳年が離れた兄が1人いる。尊敬する俳優は大塚明夫
10代の時から俳優業の傍ら舞台やTVスタッフのアルバイトもしていた。また、バーテンダーの経験もあるが、立山は酒に酔いやすい体質であり、下戸のためすぐに辞めざるを得なかった。
その他にも美術館や水族館等の勤務経験があり海洋生物や絵画にも詳しい。

## 趣味・嗜好
写真撮影や旅行が好きで、旅行に行っては無駄に猫の写真を撮る。
他にも電脳知識に長けており、機械に強い。無類のゲーム好きではあるが操作は下手で対戦ゲームはほぼ負ける。

## 出演

### 映画
- 『青い鳥』（2008年、生徒役出演）
- 『シャカリキ! 』青い鳥 (2008年の映画)（2008年、生徒役出演）
- 『旅立ち〜足寄より〜』青い鳥 (2008年の映画)（2008年）
- 『旭山動物園物語 ペンギンが空をとぶ』（2009年）

- 『劇場版 ペ・ヨンジュン 3D in東京ドーム2009』（2009年）
- 『ガマの油』（2009年）

### テレビドラマ
- 『時効警察はじめました』（2019年、出演）
- 『世にも奇妙な物語』（2005年、2007年、2008年、2009年）
- 『花ざかりの君たちへ 』（2007年 生徒役）
- 『花ざかりの君たちへ 卒業式&7と1/2話スペシャル』（2008年 生徒役）
- 『篤姫』（2008年 武士役）
- 『太陽と海の教室』（2008年 生徒役）
- 『龍馬伝』（2010年 武士役）
- 『ろくでなしBLUES』（2011年 生徒役）
- 『江〜姫たちの戦国〜』（2011年 武士役）

### 特撮
- 『トミカヒーロー レスキューフォース 爆裂MOVIE マッハトレインをレスキューせよ!』青い鳥（2008年）

### Web
『ピクニック』（2011年）

### ナレーション
- 『イケメンブラザースが行く！むさしの商店街』（2009年、2010年）

### バラエティ
- 『イケメンブラザースが行く！むさしの商店街』（2009年、2010年）
- 『ダウンタウンのガキの使いやあらへんで! 絶対に笑ってはいけないスパイ24時』（2010年）
- 『ダウンタウンのガキの使いやあらへんで! 絶対に笑ってはいけない空港24時』（2011年）
- 『金曜★ロンドンハーツ 春の3時間スペシャル』（2013年、ドッキリ企画「リフティング・マイドリーム 夢の続き」出演）

### 舞台
- 『ジャンヌ・ダルク』（2010年、演出:白井晃、脚本:中島かずき（劇団☆新感線）、主演:堀北真希）
- 『十二夜』（2012年 従者役）
- 『冬物語』（2013年 マミリアス・フロリゼル役）
- 『法廷外裁判』（2014年）
- 『月の小鳥たち』（2015年）
- 『へなちょこヴィーナス』（2016年）
- 『アイ☆チュウ ザ・ステージ ～Stairway to Etoile～』（2017年、稽古場アンダーキャスト）
- 『新☆雪のプリンセス』（2018年、稽古場アンダーキャスト）

### 朗読劇
- 音楽朗読劇『Jekyll vs Hyde』（2018年、演出助手・劇場内ナレーション）

- 音楽朗読劇『レ・ミゼラブル』（2019年、サンシャイン劇場、演出助手）

### 映像作品
- 『ひとりかくれんぼ』（2008年）
- 矢沢永吉『ROCK'N'ROLL IN TOKYO DOME』（2009年）

### 舞台DVD
- 劇団AUN 主催
- 『十二夜』（2012年）
- 『冬物語』（2013年）

### イベント
- 韓国訪問の年記念『韓国の美をたどる旅』（2009年）

### ライブ
- ROCK'N'ROLL IN TOKYO DOME（2009年）